# Hannes Ocik
Hannes Ocik (født 8. juni 1991 i Rostock, Tyskland) er en tysk roer, tredobbelt verdensmester og seksdobbelt europamester.
Ocik vandt en sølvmedalje ved OL 2016 i Rio de Janeiro, som del af den tyske otter. Resten af besætningen bestod af Maximilian Munski, Andreas Kuffner, Eric Johannesen, Maximilian Reinelt, Felix Drahotta, Richard Schmidt, Malte Jakschik og styrmand Martin Sauer. Der deltog i alt syv både i konkurrencen, hvor Storbritannien vandt guld, mens Holland tog bronzemedaljerne.
Ocik har desuden vundet hele tre VM-guldmedaljer (2017, 2018 og 2019) og seks EM-guldmedaljer (2013, 2015, 2016, 2017, 2018 og 2019), alle som del af den tyske otter.

## OL-medaljer
- 2016:  Sølv i otter
- 2020:  sølv i Otter med styrmand